# Trimetilsilano
Trimetilsilano é o composto orgânico de fórmula química C3H10Si.